# Frederico de Hesse-Eschwege
Frederico de Hesse-Eschwege (Cassel, 9 de maio de 1617 – Kościan, 24 de setembro de 1655) foi o primeiro e único conde do apanágio de Hesse-Eschwege, suserano ao Condado de Hesse-Cassel, de 1632 até sua morte. Apelidado de "O Voador" (Der Fliegende), era um entusiasta da falcoaria e foi retratado como um falcoeiro por Matthäus Merian, o Jovem.

## Vida
Frederico foi o oitavo filho de Maurício, conde de Hesse-Cassel, e de sua segunda esposa, a condessa Juliana de Nassau-Dillenburg. Após a desavença entre seus pais, ele e seus irmãos mais novos inicialmente viveram com a mãe. Em 1630, o pai, que já havia abdicado, conseguiu que seus filhos Maurício e Frederico fossem até Eschwege para continuar seus estudos. Quando Maurício se tornou um oficial sueco no ano seguinte, Frederico, com apenas quatorze anos, chamado de Louco Fritz desde a infância por causa de seu temperamento indisciplinado, fugiu de seu pai doente e mal-humorado para o acampamento militar de seu meio-irmão mais velho, Guilherme, e, apesar dos protestos de seu pai, juntou-se ao chamado Regimento Verde (Grüne Regiment) como alferes e logo como capitão. Em 1631 participou das campanhas no Reno e na Vestfália; entre 1634 e 1636 ele lutou na Holanda e em 1640 tornou-se comandante de um regimento de cavalaria sueco. Ele apenas interrompeu suas campanhas para viagens à Inglaterra e França e curtas estadias em Eschwege. Seu casamento com a condessa palatina Leonor Catarina de Zweibrücken, prima da rainha Cristina da Suécia e irmã de seu futuro sucessor Carlos X Gustavo, trouxe um impulso considerável à sua carreira. Frederico recebeu os mosteiros de Osterholz (1647) e Lilienthal (1651), localizados a poucos quilômetros a leste e ao norte de Bremen, como uma doação sueca e tornou-se major-general em 1648. Dos filhos nascidos do casamento entre 1648 e 1654, todos nascidos em Eschwege, apenas três filhas atingiram a idade adulta. O único filho morreu em 1655, com apenas um ano. Frederico, profundamente afetado com a morte do filho, retornou à vida de soldado e morreu poucos meses depois na guerra de seu cunhado, o rei Carlos X Gustavo, contra a Polónia. Com a morte de Frederico, Hesse-Eschwege foi para seu irmão Ernesto de Hesse-Rheinfels. A viúva do conde logo deixou Eschwege e, após longas viagens, estabeleceu-se no feudo sueco de Osterholz, perto de Bremen.

## Representações na arte

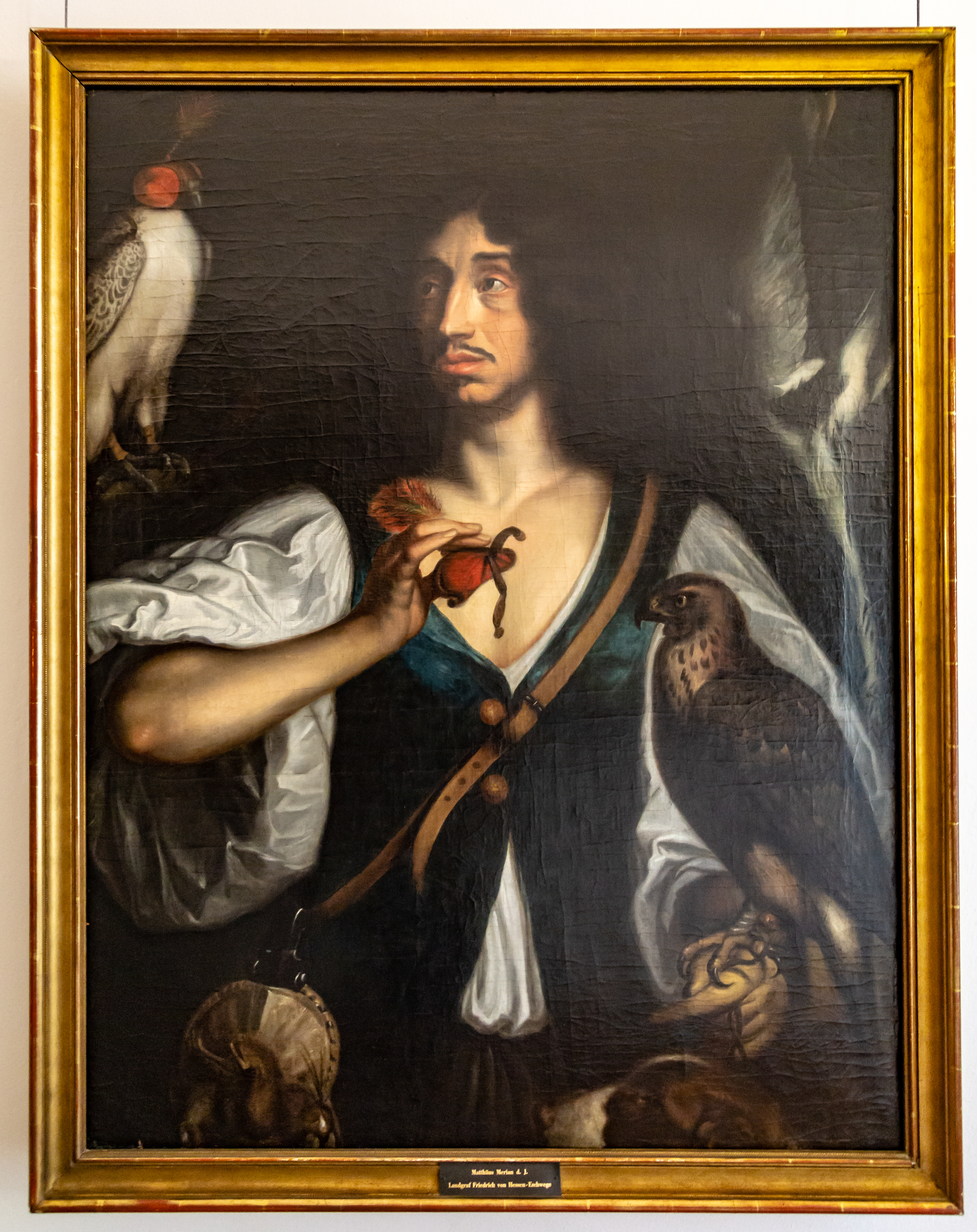
Frederico de Hesse-Eschwege como um falcoeiro, por Matthäus Merian, o Jovem, c. 1650.
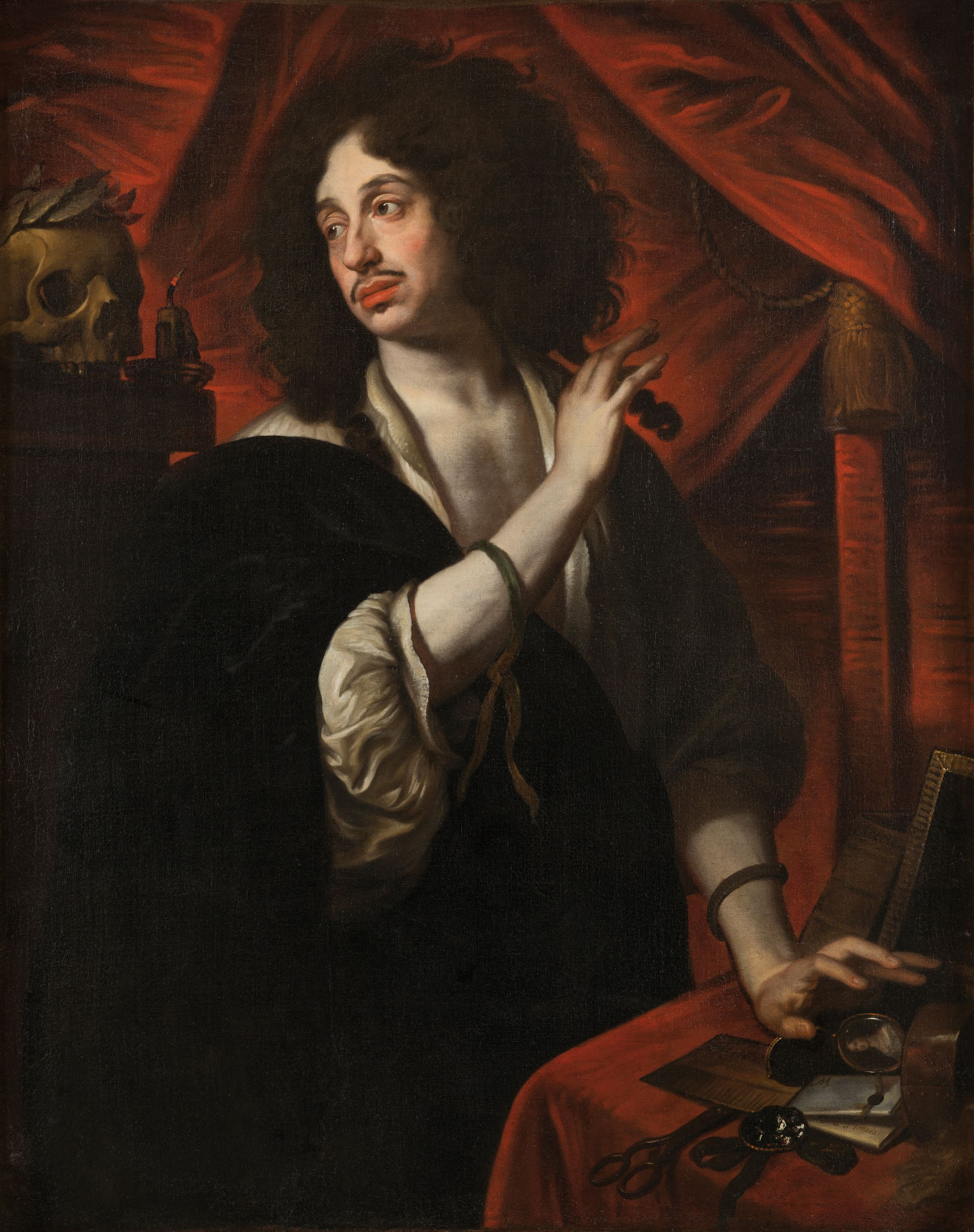
Retrato de Frederico, atribuído a Matthäus Merian, o Jovem. O príncipe é retratado em pose melancólica e uma carta dobrada no canto inferior direito trás a inscrição Adieu à a imais ("Adeus aos entes queridos").